# Blaringhem
Blaringhem é uma comuna francesa na região administrativa de Altos da França, no departamento do Norte. Estende-se por uma área de 18.23 km². Em 2010 a comuna tinha 2 094 habitantes (densidade: 114,9 hab./km²).